# Sommet de la Ligue arabe de 2005
Le sommet de la Ligue arabe 2005 réunit les représentants des pays membres de la Ligue arabe, pour quelques jours, à Alger.

## Intervention deMouammar Kadhafi
Il déclare que le terrorisme arabe semble être en grande partie dû aux « provocations de l'Ouest. »
Il critique aussi avec humour l'idée de division Israël-Palestine en deux États, en qualifiant d'« idiots » Palestiniens et Israéliens.

## Les «décisions»
Le sommet d'Alger se traduit dans les faits par une réitération de l’offre de Beyrouth 2002, à savoir la paix avec Israël en échange du retrait des territoires occupés depuis 1967.
De plus les pays membres affirment leur soutien à Damas face aux sanctions économiques américaines
La Ligue arabe devait faire avancer les réformes mais elle s'est tenue à des déclarations d’intentions, sans prendre d'engagements concrets, les réformes engagées l'an passé sont donc toujours en cours.